# Real Provisión de Granada
La Real Provisión de Granada fue dictada por Carlos I de España el 17 de noviembre de 1526 para reglamentar las expediciones hacia las Indias a fin de evitar que se cometieran abusos por parte de los españoles. 
Es trascendente esta Real provisión por cuanto obliga a toda expedición a ir con, al menos, dos clérigos o religiosos, los cuales se nombran ante el Real y Supremo Consejo de Indias. Estos deben informar sobre los malos tratos que la hueste indiana diere a los indígenas, además de dar su parecer al Caudillo de la hueste sobre si conviene o no lícitamente atacar a los indígenas.
Disponía esta que, por regla general, no se podían tomar esclavos a los indígenas, "so pena de perdimiento de todos sus bienes, oficios y enseres y las personas a los que vuestra merced puede", salvo que dichos Indios:
1. No consintieren que los dichos religiosos o clérigos estén entre ellos;
2. No quisieren dar la obediencia o que no consintieren resistiendo o defendiendo con malas armas;
3. Impidan que se busquen minas o saquen de ellas oro en los hospitales de ella

En este caso se permite que por ello los dichos pobladores puedan con acuerdo fortalecer de los dichos religiosos y clérigos, siendo conformes y firmando los hombres a hacer guerra y hacer en ella lo que la santa fe y religión cristiana permiten o mandan que se haga por hacer y no lo que de otra manera se mande hacer.
Además manda que los capitanes no puedan apremiar y compeler a los indígenas que vayan a las minas de oro y otras granjerías propias bajo pena de pérdida de sus bienes, pero si desean ir a poblar voluntariamente se les permite que puedan aprovecharse de ellos como personas libres, no dándole demasiado trabajo, teniendo especial cuidado de enseñarle sus usos y costumbres, de atraerlos para que se conviertan a la fe cristiana, que no coman carne humana y que no cometan delitos contra la naturaleza. Junto con esto se ordena que se les realice el Requerimiento a los indios.
- Datos: Q6102099